# Magdalena Fjällström
Magdalena Fjällström, född 12 januari 1995, är en svensk alpin skidåkare, som tävlade i Världscupen. I slalom blev hon juniorvärldsmästarinna 2013 i Kanada. samt olympisk ungdomsmästarinna 2012. Hon gjorde debut i VM som senioråkare i Åre 2019. Till säsongen 2019/20 gick hon över till Träningsgrupp 1 i alpina landslaget. I januari 2022 meddelade hon att hon slutar med det alpina tävlandet.

### Fotnoter
1. ↑  Fredrik Jönsson (21 februari 2013). ”JVM-guld till "nya Anja"”. Sportbladet. http://www.aftonbladet.se/sportbladet/vintersport/alpint/article16286378.ab. Läst 10 december 2015.
2. ↑  ”Monne tog första guldet i ungdoms-OS”. Svenska dagbladet. 15 januari 2012. http://www.svd.se/monne-tog-forsta-guldet-i-ungdoms-os. Läst 10 december 2015.
3. ↑  ”Magdalena Fjällström lägger av – riktar hård kritik”. svt.se. 17 januari 2022. https://www.svt.se/sport/alpint/magdalena-fjallstrom-lagger-av. Läst 24 februari 2022.